# 大友運送
大友運送株式会社（おおともうんそう）は北海道札幌市に本社を置く日本の運送会社。幅広い引越業務や移転作業を請け負う。

## 事業所
- 本社・営業部 札幌市中央区南22条西6丁目3-1
  - ハトのマークの引越専門札幌南センターも併設している。
- 東京支店 千葉県市川市鬼高3丁目22-6
- 大谷地営業所 札幌市白石区流通センター5丁目6-22
- 石狩新港営業所 北海道石狩市新港西1丁目703-7
- 千歳営業所 北海道千歳市泉沢工業団地

## 看板の謎
同社社屋には人、心、気、腹、己の文字を図案化した謎の看板が設置されておりしばしば地元の新聞やメディアで取り上げられるがその真相は、｢人を大きく上にして｣　｢心は丸く｣　｢気は長く｣　｢腹は立てずに横にして｣、｢己は小さく下にあれ｣　というのが同社の見解である。